# Dacunha Transportes

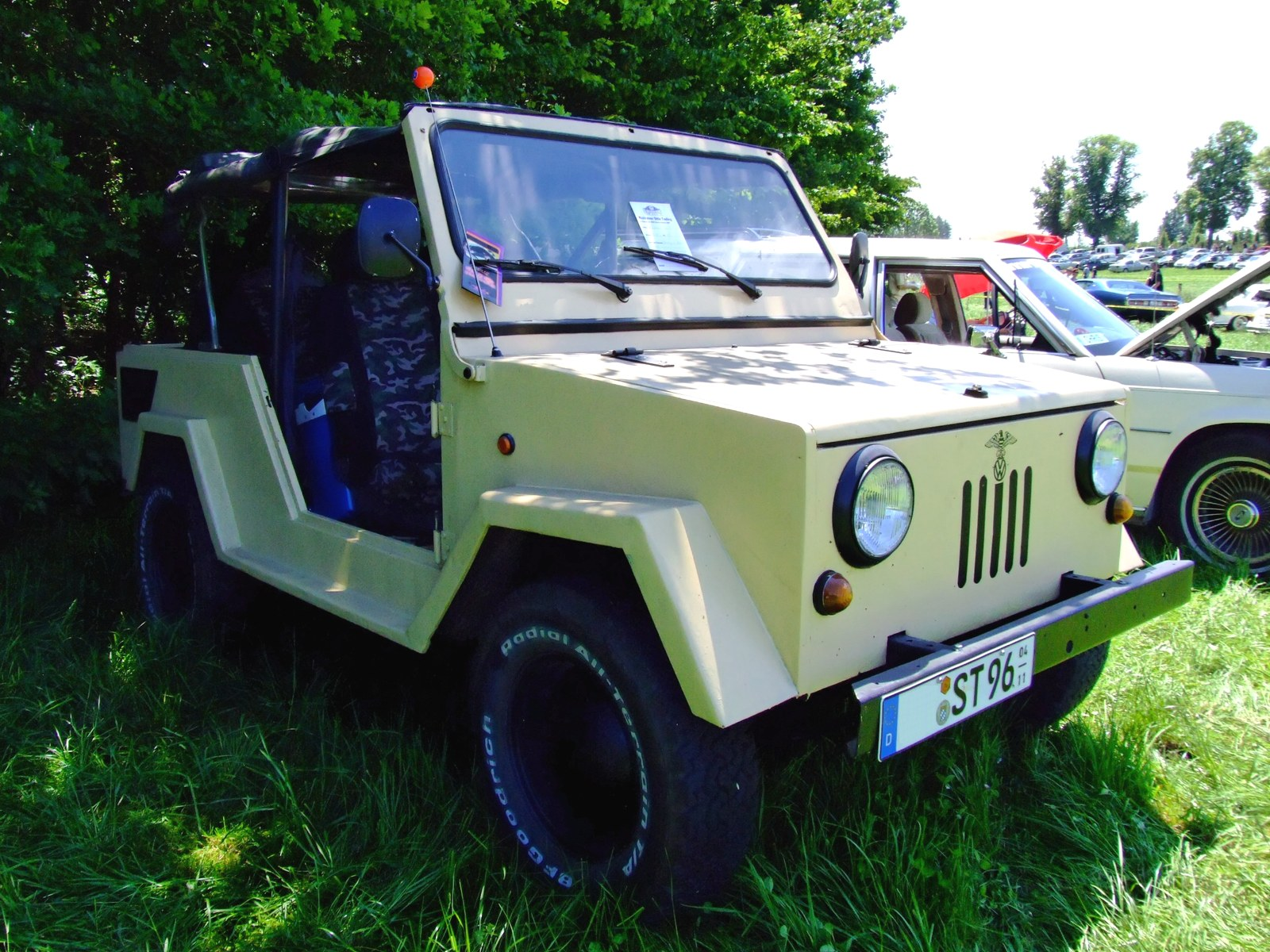
Jeg

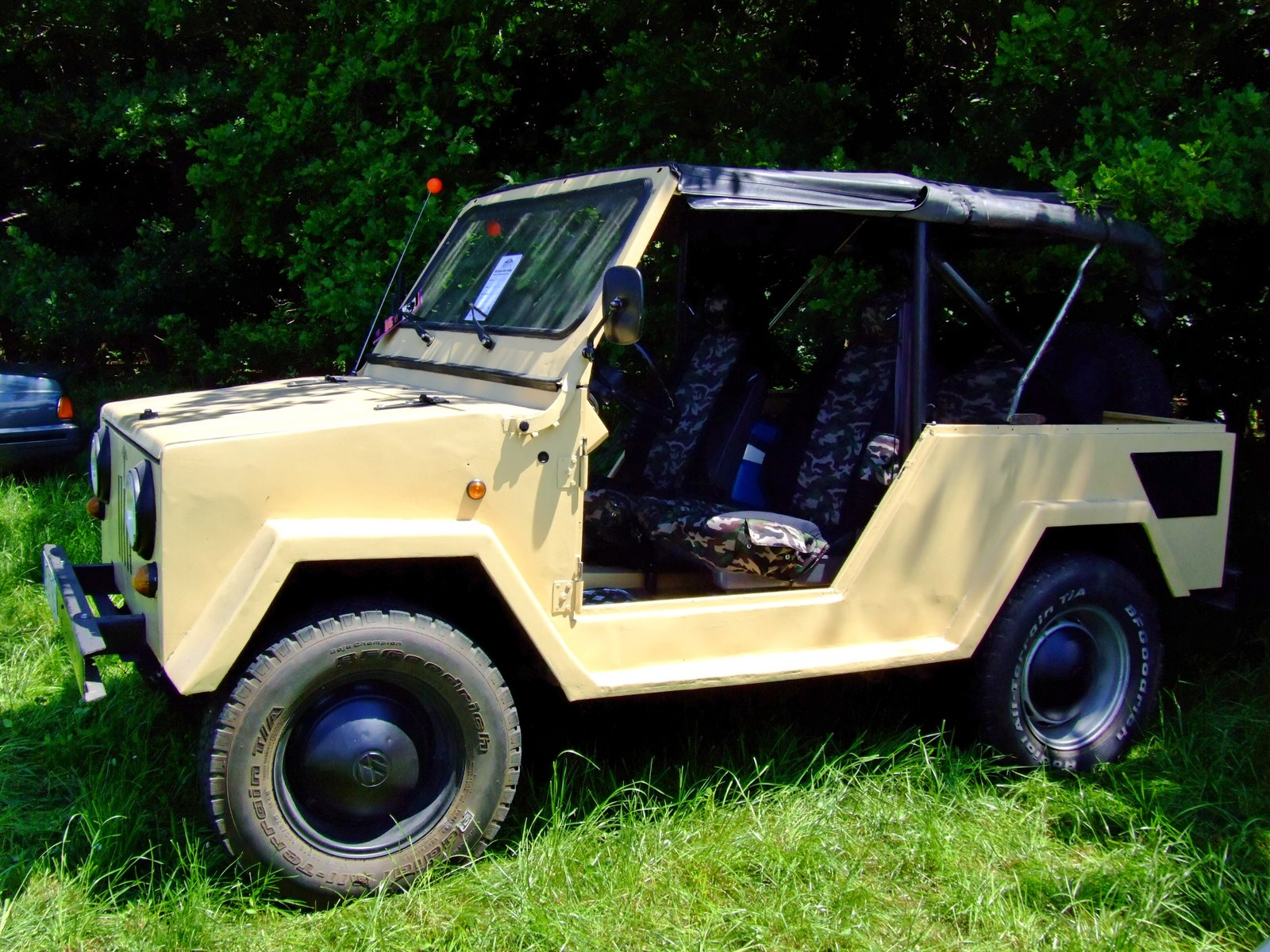
Seitenansicht

Dacunha Transportes war ein brasilianischer Hersteller von Automobilen.

## Unternehmensgeschichte
Das Unternehmen wurde 1971 in São Bernardo do Campo gegründet. 1976 wurde ein Automobil präsentiert. Im Juli 1977 begann die Serienproduktion. Der Markenname lautete Jeg. Zuständig war die Abteilung Dacunha Veículos e Mecânica S.A. 1981 endete die Fahrzeugproduktion. 2000 übernahm ein Konkurrent das Unternehmen. Insgesamt entstanden etwa 500 Fahrzeuge.

## Fahrzeuge
Im Angebot standen Geländewagen. Sie basierten auf dem Fahrgestell vom VW Käfer, das um 40 cm gekürzt wurde. Der Vierzylinder-Boxermotor mit 1600 cm³ Hubraum, Vergaser und 48 PS Leistung kam ebenfalls von Volkswagen do Brasil. Er war im Heck montiert und trieb die Hinterräder an. Einige Fahrzeuge hatten Allradantrieb, der in Zusammenarbeit mit QT Engenharia e Equipamentos entwickelt wurde. Die Karosserie bestand aus Stahl. Die Fahrzeuge waren bei 200 cm Radstand 330 cm lang, 165 cm breit und 170 cm hoch. Sie wogen 995 kg.